# Zombie (TV-serie)
Zombie är en äventyrs- och skräckserie för de äldsta barnen, serien produceras av Sveriges Television Umeå till SVT Barn och är skriven och regisserad av Amanda Björk. Zombie utspelar sig i ett annat Sverige, i en påhittad värld. En insatsstyrka bestående av sex barn, försöker stoppa zombiesmittan som senare visar sig vara planerad. Säsong 3 av Zombie spelades in våren och hösten 2020. Serien är inspelad på Hemsön utanför Härnösand, "bunker"-scenerna spelades in på Hemsö fästning.

## Skådespelare (säsong 3)
- Sigge Bröms - Insatsstyrkan
- Erna-Stina - Insatsstyrkan
- Mio Diaby Klüft - Insatsstyrkan
- Isolde Lönnefors - Insatsstyrkan
- Heidi Moore - Insatsstyrkan
- Edholm Skanfors - Insatsstyrkan
- Klara Hodell Risberg - Lärarvikarien
- Emil Nilsson Mäki - Forskare
- Lena Nilsson - Insatsledare
- Helena Lindgren - Vice insatsledare[4]
- Robert Molander - Zombie Lasse [5]